# Holorusia henana
Holorusia henana är en tvåvingeart som beskrevs av Yang 1999. Holorusia henana ingår i släktet Holorusia och familjen storharkrankar. Inga underarter finns listade i Catalogue of Life.